# 과수전선
과수전선(스페인어: Frente Guasú) 또는 광역전선(스페인어: Frente Amplio)은 2010년에 출범한 파라과이의 민주사회주의 선거연합이다. 과수전선은 우루과이의 집권연합 광역전선에서 정치적 영감을 얻었으며, 무소속인 페르난도 루고 대통령를 지원할 목적으로 만들어졌다.